# Віллінгтон Ортіс
Віллінгтон Ортіс (ісп. Willington Ortiz, нар. 26 березня 1952, Сан-Андрес-де-Тумако) — колумбійський футболіст, що грав на позиції нападника.
Виступав, зокрема, за клуби «Мільйонаріос» та «Америка де Калі», а також національну збірну Колумбії.
За версією IFFHS посідає 19-те місце у Списку найкращих футболістів Південної Америки XX сторіччя.

## Клубна кар'єра
Народився 26 березня 1952 року в місті Сан-Андрес-де-Тумако. Вихованець футбольної школи клубу «Мільйонаріос». Дорослу футбольну кар'єру розпочав 1972 року в основній команді того ж клубу, в якій провів сім сезонів, взявши участь у 301 матчі чемпіонату. Більшість часу, проведеного у складі «Мільйонаріос», був основним гравцем атакувальної ланки команди.
Протягом 1980—1982 років захищав кольори команди клубу «Депортіво Калі».
У 1983 році перейшов до клубу «Америка де Калі», за який відіграв 5 сезонів. Граючи у складі «Америка де Калі» також здебільшого виходив на поле в основному складі команди. Завершив професійну кар'єру футболіста виступами за команду «Америка де Калі» у 1988 році.

## Виступи за збірну
У 1973 році дебютував в офіційних матчах у складі національної збірної Колумбії. Протягом кар'єри у національній команді, яка тривала 13 років, провів у формі головної команди країни 49 матчів, забивши 12 голів.
У складі збірної був учасником Кубка Америки 1975 року, де разом з командою здобув «срібло», Кубка Америки 1979 року, а також Кубка Америки 1983 року.

## Титули і досягнення
- Срібний призер Кубка Америки: 1975